# 保山站 (云南省)
保山站，位于中华人民共和国云南省保山市隆阳区永昌街道，是大瑞铁路的客运中间站。2022年7月22日随大瑞铁路大理至保山段开通一起投入使用。

## 概况
保山站总用地面积约4.2万平方米（63.51亩），站房设在线路左侧，采用线侧下式布置，原设计旅客最高聚集人数为800人，站房面积为12,000平方米，按站房面积指标估算，旅客最高聚集人数为1,800人。车站全长1,920米，站内设置七条到发线，采用两排夹四线，车站内含基本站台一座，中间站台两座，进出站旅客通道各一座。

## 客流量
本站是保山市的一个重要的铁路车站。本站在2023年暑运期间增加了3对列车。